# リアリティ (SMOOTH ACEの曲)
「リアリティ」は、日本のア・カペラ ヴォーカルグループ、SMOOTH ACEの2枚目のシングル。2000年3月24日に OUT OF TUNEからリリースされた。

## 収録曲
特記以外作詞：岡村玄・作曲：重住ひろこ・編曲：荒木晋　コーラス・アレンジ：SMOOTH ACE
1. リアリティ(rebirth) 5:32
2. リアリティ(broken) 7:13
3. 指切り(smoothness)（作詞：松本隆・作曲：大瀧詠一）
4. 指切り(floating)（作詞：松本隆・作曲：大瀧詠一）
5. リアリティ DIG”Party Groove”mix (129bpm) （編曲:remixed by DIG）7:35
6. リアリティ stylus”something”DUB (129bpm) 5:45

## 品番
GHCD-013

## 配信
規格品番：4542408001105
発売日：2010-9-1
※「指切り」の2曲以外の「リアリティ」4曲はIN THE HOUSE という名称で配信されている
2000年リリースのEP「リアリティ」が、写真家大木大輔とのコラボレーションのNEWアートワークでリイシュー。ハモって踊れるSMOOTH ACE流ハウスの全4ヴァージョン収録。